# 安大略 (紐約州)
安大略（英語：Ontario）是一個位於美國紐約州韋恩縣的鎮。

## 人口
根據2020年美國人口普查的數據，安大略的面積為84.17平方千米，當中陸地面積為83.95平方千米，而水域面積為0.22平方千米。當地共有人口10446人，而人口密度為每平方千米124人。